# Pentadenkalender
Ein Pentadenkalender ist ein Kalender, welcher Fünf-Tage-Wochen (= Pentaden) als Haupteinheiten verwendet. Der Schalttag wird entweder aus dem Wochenrhythmus herausgenommen oder eine Pentade wird um einen Tag verlängert.
Zu den Pentadenkalender gehören:
- der Diskordianische Kalender
- der Pawukon-Kalender, neben anderen Wochenformen
- der Sowjetische Revolutionskalender (bis 1. Dezember 1931, danach Sechs-Tage-Woche)
- der Azteken-Kalender (parallel zur 13-Tage-Woche)
- der Maréchal-Kalender (Kalenderentwurf, parallel zur Zehn-Tage-Woche)